# محافظة بعلبك الهرمل
تشكلت محافظة بعلبك الهرمل بناء على القانون رقم 522 في 16 تموز 2003. تضم المحافظة قضائين: قضاء بعلبك وقضاء الهرمل. تضم محافظة بعلبك الهرمل 63 مدينة وقرية فيها مجالس بلدية. وتتوزع مع الأقضية على الشكل التالي:
- قضاء بعلبك: 58 بلدية من مجموع 102 قرية .
- قضاء الهرمل: 5 بلدية من مجموع 14 قرية .

يبلغ تعداد سكان المحافظة 350000 نسمة وتعتبر بعلبك المدينة هي مركز المحافظة .